# María Antonieta Collins
María Antonieta Collins (Coatzacoalcos, Veracruz, 12 de mayo de 1952) es una periodista, reportera, locutora de radio y escritora mexicana.

## Carrera
Collins ha ganado varios premios como reportera de noticias, y dos Emmy. Ella trabaja para la cadena Univisión como reportera de noticias y más tarde condujo noticias de fin de semana desde principios de los años 1990 y tras su reingreso a la cadena se ha desempeñado como la corresponsal principal internacional del Noticiero Univisión.
Entre otras actividades, condujo "Cada Día con María Antonieta" que salió al aire desde el 10 de octubre de 2005 hasta el 30 de mayo de 2008 por la cadena Telemundo. Inclusive fue parte de la Empresa de Comunicaciones Orbitales , propiedad de Televisa al mando del programa El Periodismo Urbano de ECO, cuyos narradores de reportajes fueron Abraham Guerrero y Ricardo Peña Navarrete (QEPD) de 1988, año de inicio de ECO, hasta la reestructuración de la misma empresa en 1993. Collins también ha escrito libros, uno titulado Dietas y recetas de María Antonieta, ¿Quién dijo que no se puede?, "Cuando el monstruo despierta", "Dijiste que me querías", entre otros además de "Porque quiero, porque puedo y porque me da la gana", y su más reciente obra: "¿Muerta?... ¡Pero de la risa!", sobre su proceso de reinvención profesional.
En 1999 María Antonieta finalmente convence a su amiga Juanita Castro, hermana menor de Fidel y Raúl Castro de publicar como coautoras, la autobiografía de Juanita: Fidel y Raúl mis hermanos, la historia secreta. La obra es publicada diez años después, en octubre de 2009.

## Coberturas
Collins se ha destacado por numerosas coberturas internacionales, como reportera del Noticiero 24 horas y posteriormente con Univisión.
Entre sus coberturas recientes destaca los atentados del 11 de septiembre a las Torres Gemelas, el viaje del Papa Benedicto XVI a Cuba y México en 2012, la renuncia del Papa alemán y el cónclave en el que fue elegido el Papa Francisco, la canonización de san Juan Pablo II y san Juan XXIII, la Copa Mundial de Fútbol Brasil 2014, el caso de los 43 estudiantes desaparecidos de Ayotzinapa y los funerales del comediante Roberto Gómez Bolaños. Desde el 21 de abril del 2025 cubre para Univision los asuntos relacionados con la muerte y los funerales del Papa Francisco, así como su sucesión por medio del procedimiento electoral cardenalicio denominado Cónclave.

## Actualidad
En 2014 publicó su noveno libro: "¿Muerta?... ¡pero de la risa!", además sigue desempeñando su labor de corresponsal internacional de Univisión y es presentadora de su programa radial "Casos y cosas de Collins".